# Línguas massa
As línguas massa são uma família de línguas que inclui 8 idiomas e dialetos (segundo uma estimativa do Ethnologue) faladas em África. Fazem parte das línguas tchádicas. Este grupo de línguas é falado por cerca de 52.000 pessoas no Chade e Camarões. As duas línguas principais são o massa e o muséi (musey em inglês) 